# Ляньчи
Ляньчи́ (кит. упр. 莲池, пиньинь Liánchí, буквально: «лотосовый пруд») — район городского подчинения городского округа Баодин провинции Хэбэй (КНР). Район назван по находящейся на его территории достопримечательности — древнему лотосовому пруду.

## История
В 1953 году 2-й и 3-й районы Баодина были объединены в новый район, который в 1955 году получил название «Бэйши» («северный город»), а 1-й и 4-й районы Баодина в 1953 году были объединены в новый район, который в 1955 году получил название «Наньши» («южный город»). В 1959 году районы Бэйши и Наньши были объединены в район Лудун (路东区, букв. «к востоку от дороги»). В 1960 году районы Луси и Лудун были объединены в район Шицюй (市区, букв. «городской район»). В 1961 году район Шицюй был разделён на районы Синьши, Юнхуа (永华区), Юйхуа (裕华区) и Синьхуа (新华区). В 1962 году северные половины районов Юйхуа и Юнхуа были объединены в район Бэйши, а южные — в район Наньши. В 1987 году был ликвидирован Пригородный район (郊区), и часть его территории была передана районам Бэйши и Наньши.
28 апреля 2015 года районы Бэйши и Наньши были объединены в район Ляньчи.

## Административное деление
Район Ляньчи делится на 10 уличных комитетов и 7 посёлков.